# Classica di San Sebastián 1999
La Classica di San Sebastián 1999, diciannovesima edizione della corsa e valevole come prova della Coppa del mondo 1999, si svolse il 7 agosto 1999, per un percorso totale di 230 km. Fu vinta dall'italiano Francesco Casagrande, al traguardo con il tempo di 5h15'29" alla media di 43,742 km/h.
Partenza a San Sebastián con 194 corridori di cui 148 portarono a termine il percorso.

## Squadre e corridori partecipanti
| N.      | Cod. | Squadra                          |
| ------- | ---- | -------------------------------- |
| 1-8     | VIN  | Vini Caldirola-Sidermec          |
| 11-18   | MAP  | Mapei-Quick Step                 |
| 21-28   | CSO  | Casino-Ag2r                      |
| 31-38   | RAB  | Rabobank                         |
| 41-48   | FES  | Festina-Lotus                    |
| 51-58   | PLT  | Team Polti                       |
| 61-68   | BAN  | Banesto                          |
| 71-78   | RIS  | Riso Scotti-Vinavil              |
| 81-88   | ONC  | ONCE-Deutsche Bank               |
| 91-98   | TEL  | Team Deutsche Telekom            |
| 101-108 | MER  | Mercatone Uno-Bianchi            |
| 111-118 | COF  | Cofidis, le Crédit par Téléphone |
| 121-128 | SAE  | Saeco-Cannondale                 |

| N.      | Cod. | Squadra                               |
| ------- | ---- | ------------------------------------- |
| 131-138 | LOT  | Lotto-Mobistar                        |
| 141-148 | TVM  | TVM-Farm Frites                       |
| 151-158 | USP  | US Postal Service                     |
| 161-168 | KEL  | Kelme-Costa Blanca                    |
| 171-178 | LAM  | Lampre-Daikin                         |
| 181-188 | VIT  | Vitalicio Seguros                     |
| 191-198 | C.A  | Crédit Agricole                       |
| 201-208 | FDJ  | Française des Jeux                    |
| 211-218 | CTA  | Cantina Tollo-Alexia Alluminio Italia |
| 221-228 | AMI  | Amica Chips-Costa de Almería          |
| 231-238 | EUS  | Euskaltel-Euskadi                     |
| 241-248 | FUE  | Fuenlabrada                           |

## Ordine d'arrivo (Top 10)
| Pos. | Corridore            | Squadra        | Tempo    |
| ---- | -------------------- | -------------- | -------- |
| 1    | Francesco Casagrande | Vini Caldirola | 5h15'29" |
| 2    | Rik Verbrugghe       | Lotto          | a 43"    |
| 3    | Giuliano Figueras    | Mapei          | s.t.     |
| 4    | Andrej Čmil          | Lotto          | s.t.     |
| 5    | Salvatore Commesso   | Saeco          | s.t.     |
| 6    | Francisco Mancebo    | Banesto        | s.t.     |
| 7    | Erik Dekker          | Rabobank       | s.t.     |
| 8    | Maximilian Sciandri  | F. des Jeux    | s.t.     |
| 9    | Michael Boogerd      | Rabobank       | s.t.     |
| 10   | Massimiliano Mori    | Saeco          | s.t.     |